# Massacro di Big Bottom
Il massacro di Big Bottom fu un episodio di violenza avvenuto il 2 gennaio 1791, durante la presidenza di George Washington, ad opera di indigeni Lenape e Uroni contro un fortino di coloni insediatisi per conto della Ohio Company of Associates lungo il fiume Muskingum. L'attacco portò alla morte di quattordici persone, tra cui una donna e due bambini. Altri tre civili vennero catturati mentre il resto degli occupanti riuscì a trovare rifugio nelle foreste circostanti.
L'uccisione dei civili spinse la Ohio Company of Associates a rafforzare la protezione dei propri insediamenti e contribuì allo scoppio del conflitto noto come Guerra indiana del Nord-Ovest.
Le ragioni dell'assalto furono la diretta conseguenza della cosiddetta politica del donation tract con il quale il governo federale statunitense intendeva incoraggiare l'afflusso di coloni bianchi nei territori tra la regione popolata dalle tribù indigene pellerossa e le colonie della Ohio Company of Associates. A tale scopo il donation tract prevedeva la donazione governativa di 100 acri di terra per ogni adulto maschio bianco che avesse accettato di vivere nella regione in questione. Tuttavia questo flusso di nuovi coloni non fu ben visto dai nativi americani, che reagirono con un pronto attacco ad uno di questi nuovi insediamenti il 2 gennaio 1791, composto da circa 36 persone tutte residenti in un piccolo fortino, situato sulla riva sinistra del fiume Muskingum. Approfittando del fatto che i coloni non avevano ancora completato le opere di fortificazione e non avevano allestito sentinelle, un gruppo di Uroni e di Lenape penetrarono all'interno del complesso facendo fuoco sui coloni, uccidendone quattordici e facendone prigionieri altri tre.
Il massacro di Big Bottom segnò l'inizio di quattro anni di guerra di frontiera in Ohio, che terminarono soltanto con il trattato di Greenville il 3 agosto 1795. Nel luogo del massacro la Ohio Historical Society, una società per la promozione della memoria storica dell'Ohio, ha posto un monumento commemorativo delle vittime.